# Hermolau de Macedònia
Hermolau (grec antic: Ἑρμόλαος, llatí: Hermolaus), fill de Sòpolis, fou un patge d'Alexandre el Gran. Aquest era a Bactra el 327 aC quan el patge i d'altres que ho havien estat, van entrar en una conspiració per matar el rei.
Entre les seves tasques hi havia la d'acompanyar al rei a les caceres, i en una d'aquestes ocasions el patge va matar un animal sense deixar que Alexandre donàs el primer cop. El rei, per aquesta indisciplina, va ordenar el càstig del patge, el qual, indignat i instigat pel filòsof Cal·lístenes d'Olint, de qui era deixeble, i per amistat amb el seu amic Sòstrat de Macedònia, un altre patge, va planificar la mort del rei mentre dormia i es va posar d'acord amb quatre patges més. Cada nit un patge vigilava el rei per torns, però van passar 32 dies sense tenir oportunitat; quan finalment va arribar la nit oportuna, el rei va romandre tota la nit a una festa i l'endemà un patge que havia estat contactat per entrar al complot va revelar la conspiració.
Hermolau i els seus còmplices foren arrestats i condemnats a mort. Segons diuen alguns, sota tortura van implicar Cal·lístenes en la conspiració, però segons d'altres van afirmar que era cosa seva. Hi ha autors que parlen d'un discurs d'Hermolau contra la tirania i la injustícia d'Alexandre davant l'assemblea que el va condemnar.